# Alexander Peter Stewart

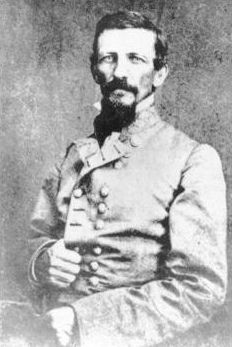
Alexander P. Stewart

Alexander Peter Stewart (* 2. Oktober 1821 in Rogersville, Tennessee; † 30. August 1908 in Biloxi, Mississippi) war ein General im konföderierten Heer während des Sezessionskrieges.

## Leben
Stewart besuchte die Militärakademie in West Point, die er 1842 als 12. seines Jahrganges abschloss. Anschließend diente er als Leutnant bei dem 3. US-Artillerie-Regiment, bis er 1845 den Dienst quittierte und Professor an der Cumberland University und später an der Universität von Nashville wurde.
Obwohl Stewart gegen die Sezession war, schloss er sich 1861 der Miliz von Tennessee und dann dem konföderierten Heer als Major der Artillerie an und wurde noch im selben Jahr zum Brigadegeneral befördert. Als Kommandeur einer Infanteriebrigade im Westlichen Kriegsschauplatz nahm er an zahlreichen Gefechten teil; einschließlich Shiloh, Corinth, Perryville und Stones River.
Im Juni 1863 wurde er, bereits als diensttuender Divisionskommandeur, zum Generalmajor ernannt. Er diente u. a. bei Chickamauga, Chattanooga und im Atlanta-Feldzug. Während dieses Feldzuges, Mitte 1864, wurde er Befehlshaber des III. Armeekorps der Army of Tennessee. Dazu gab es eine temporäre Beförderung zum Generalleutnant, welche im nächsten Februar in eine permanente Beförderung umgewandelt wurde. Er befehligte sein Korps während des Feldzuges von Franklin und Nashville und dann 1865 im Feldzug durch die Carolinas. Dort schrumpfte die Armee auf wenige Tausend Mann zusammen, zuletzt unter dem temporären Befehl von Stewart, welche sich als Teil der Streitkräfte von General Joseph E. Johnston im April bei Bennett Place ergaben.
Nach dem Krieg arbeitete Stewart als Versicherungsagent in Missouri, bevor er Kanzler der University of Mississippi wurde. Er fungierte auch als Vorsteher des National Military Park von Chickamauga und Chattanooga und verstarb im Alter von 86 Jahren in Biloxi, Mississippi. Er wurde auf dem Bellefontaine-Friedhof in St. Louis, Missouri beerdigt.